# Brüggelchen
Brüggelchen ist ein Ortsteil der Gemeinde Waldfeucht im nordrhein-westfälischen Kreis Heinsberg. Der Ort liegt zwischen Waldfeucht-Mitte und Waldfeucht-Haaren. Durch Brüggelchen fließt der Waldfeuchter Bach.

## Geschichte
1147 wird Brüggelchen als Brugele, das heißt sumpfige Niederung (vgl. Bruch), zusammen mit Frilinghoven erstmals urkundlich erwähnt. 1797 gehört Brüggelchen zur Mairie Waldfeucht im Kanton Heinsberg im Département de la Roer.

## Sehenswürdigkeiten

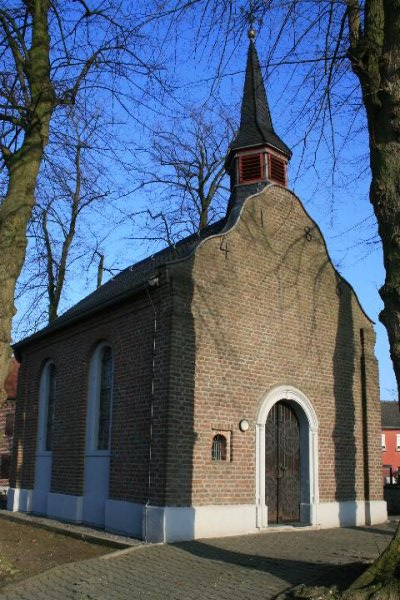
Marienkapelle

- Die Marienkapelle ist ein Saalbau aus dem Jahre 1846 mit Barockaltar.
- Die Motte Bollerberg in der Bollbergstraße wurde Ende des 9. Jahrhunderts zum Schutz vor Normanneneinfällen angelegt.

## Verkehr
Die nächste Anschlussstelle ist Heinsberg auf der A 46. Auf niederländischer Seite besteht die Möglichkeit in der Ortslage Echt auf die Autobahn A2/E25 aufzufahren.
Die AVV-Buslinien 474 und 475 der WestVerkehr verbinden Brüggelchen wochentags mit Waldfeucht, Heinsberg, Gangelt und Tüddern.
Zudem verkehrt der Multi-Bus seit dem 9. Juni 2024 kreisweit erweitert und zu einheitlichen Bedienzeiten. Mehr Informationen gibt es bei WestVerkehr.
| Linie | Verlauf |
| ----- | --- |
| 474   | Heinsberg Busbf – (Aphoven – Laffeld –) Selsten – (Braunsrath – Löcken – Schöndorf – Obspringen – Brüggelchen) / Hontem – Waldfeucht – Bocket – Saeffelen / Abzw. Nachbarheid ← Breberen – (Harzelt ← Langbroich ←) (Kievelberg – Hastenrath) / (Brüxgen – Schümm) / Vinteln – Gangelt      |
| 475   | (Oberbruch – Unterbruch) / Heinsberg Agentur für Arbeit – Heinsberg Busbf – Lieck –Kirchhoven – Vinn – Haaren – Obspringen – Brüggelchen – Waldfeucht – Bocket – Abzw. Nachbarheid – Breberen – Saeffelen – Heilder – Höngen – (Stein – Havert – Schalbruch – Isenbruch – Millen –) Tüddern |